# L'Empereur
L'Empereur foi um ciclista belga que participava em competições de ciclismo de pista. Representou seu país, Bélgica, na corrida de velocidade nos Jogos Olímpicos de Verão de 1920 em Antuérpia. Na repescagem da segunda rodada, ele foi eliminado. Sua identidade permaneceu desconhecida.